# Amasi Damiani
Amasi Damiani (Livorno, 26 settembre 1927) è un regista cinematografico, scrittore e sceneggiatore italiano.

## Biografia
Regista di cinema e teatro, scrittore, sceneggiatore. Ha esordito come aiuto regista di Roberto Rossellini, Maestro del neorealismo italiano. Ha lavorato con personaggi del calibro di Totò, Erminio Macario, Silvio Noto e tanti altri.
Ha scoperto e lanciato attori importanti come Dario Ballantini. Vanta la direzione di oltre 30 film, diversi documentari e opere teatrali. Definito il "Pittore del cinema italiano", Amasi Damiani ha spaziato nella sua lunga opera tra la commedia, il western, la denuncia con temi a sfondo sociale. Originario di Livorno, è emigrato giovanissimo a Roma, assieme ai suoi amici di sempre: i fratelli Paolo e Vittorio Taviani, dove ha ampliato il suo bagaglio professionale registico. Torna nella sua città natale dopo 50 anni dove dirige una scuola di cinema. I suoi numerosi film sono stati presentati a vari concorsi e manifestazioni come la Biennale di Venezia e prodotti della Rai. Ha ricevuto diversi riconoscimenti per le sue opere che continua a elaborare con grande entusiasmo e passione.

## Filmografia

### Regia
- Il naufrago del Pacifico (1962)
- I nuvoloni (1964)
- Un brivido sulla pelle (1966)
- Una forca per un bastardo (1968)
- La facocera (1968) - (Film inedito di cui si dispone della sola testimonianza del regista)
- I peccati di Roma (1969) - (Film inedito di cui si dispone della sola testimonianza del regista)
- I fantasmi di Omah-Ri (1971)
- Tara Pokì (1971)
- Blood Story (1972)
- Quando i califfi avevano le corna (1973)
- L'amantide (1976)
- Fate la nanna coscine di pollo (1977)
- La regia è finita (1977) - Premio "Ippocampo d'oro" alla regia, festival del cinema di Montecarlo 1977
- D'improvviso al terzo piano (1977)
- L'anno dei gatti (1978)
- Cicciolina amore mio (1979)
- Peccati a Venezia (1980)
- L'ultimo giorno (1985) - Biennale di Venezia, Targa d'oro per la regia e Targa d'argento per la protagonista Festival Internazionale "Laceno d'oro"
- Manhattan gigolò (1986)
- Una storia importante (1988) - Biennale di Venezia. Premio Beppe Viola al Festival del cinema di Agrigento
- Odore di spigo (1989) - Festival di Salerno
- Overdose (1990) - Festival di Salerno
- Jesus (2000) - Logo del Grande Giubileo del 2000
- L'ultima scena (2011)
- L'albero dei sogni (2012)
- L'ultimo volo di una rondine (2013)
- Anima mia (2014)
- SenzAmori (2015)
- Quando il sole muore (2023)
- Emozioni (2024)

### Aiuto Regista
- La macchina ammazzacattivi, regia di Roberto Rossellini (1952)
- Rivalità, regia di Giuliano Biagetti, supervisione di Roberto Rossellini (1953)
- Ragazze al mare, regia di Giuliano Biagetti (1954)
- Chi si ferma è perduto, regia di Sergio Corbucci (1960)
- Un volto nella pioggia, regia di Irving Kershner (1960)

### Soggetto
- La facocera (1968)
- Blood Story (1972)
- Quando i califfi avevano le corna (1973)
- L'Amantide (1977)
- La regia è finita (1977)
- D'improvviso al terzo piano (1977)
- Peccati a Venezia (1980)
- Una storia importante (1988)
- Odore di spigo (1989)
- Overdose (1990)
- L'ultima scena (2010)
- L'albero dei sogni (2012)
- L'ultimo volo di una rondine (2013)
- Anima mia (2014)
- SenzAmori (2015)

### Montaggio
- Un brivido sulla pelle, regia di Amasi Damiani (1966)
- Blood Story, regia di Amasi Damiani (1972)
- Odore di spigo, regia di Amasi Damiani (1988)
- Overdose, regia di Amasi Damiani (1990)
- Petalo di rosa, regia di Adriana Lamacchia (1992)

### Produttore
- Petalo di rosa, regia di Adriana Lamacchia (1992)

### Sceneggiatura
- Un brivido sulla pelle (1966)
- La facovera (1968)
- Quando i califfi avevano le corna (1973)
- La regia è finita (1977)
- Peccati a Venezia (1977)
- Una storia importante (1988)
- Odore di spigo (1989)
- Overdose (1990)
- L'ultima scena (2010)
- L'albero dei sogni (2012)
- L'ultimo volo di una rondine (2013)
- Anima mia (2014)
- SenzAmori (2015)

## Opere video: Regia
- Jesus (ha ottenuto il "Logo" del Grande Giubileo Anno 200)
- Guglielmo Ratcliff di Pietro mascagni
- Silvano di Pietro Mascagni
- Parisina di Pietro Mascagni e Gabriele D'Annunzio
- I nomi di Dio - 12 puntate da 30 minuti ciascuna per Rai International
- "Michelangelo" La bellezza divina
- "Leonardo" il piacere di essere un genio
- "Caravaggio" l'angelo della luce
- Henry De Toulouse Lautrec
- "Modigliani Amedeo Collolungo, pittore livornese"
- C'era una volta un poeta "Giorgio Caproni"
- Livorneide Plinio Nomellini
- Giobatta Lepori poeta pittore

## Teatro

### Regia
- Così è (se vi pare), di Luigi Pirandello
- Enrico IV, di Luigi Pirandello
- La cucina degli angeli, di Albert Husson
- Arsenico e vecchi merletti, di Joseph Kesselring
- Giorni senza fine, di Eugene O'Neal
- Lo zoo di vetro, di Tennessee Williams
- Il capanno degli attrezzi, di Graham Greene
- Non si dorme a Kirkwall, di Alberto Perrini
- Giuda, di Franco Fochi
- Il diavolo Peter, di Salvato Cappelli
- Un caso clinico, di Dino Buzzati
- Gelida morte, di Alberto Damiani
- Freedom - Il sogno di Phillis, di Riccardo Pagni (2009)[2]
- Il mostro Dusserldorf, di Alberto e Amasi Damiani
- L'odore assordante del bianco, di Stefano Massini[3]
- Processo a Dio, di Stefano Massini[4]
- Stato Contro Nolan, di Stefano Massini
- La Commedia di Candido, di Stefano Massini
- La Diva, di Alberto Damiani

## Documentari

### Regia
- I documentaristi
- Cerchiamo di comprenderli
- E Mascagni musicò Livorno
- Conoscete Livorno?
- Livorno - Una bimba di 400 anni
- Mascagni a Roma
- Joseph Ratzinger - Dalle origini al Papato
- Padellina racconta Dante
- C'era una volta un poeta... Giorgio Caproni
- Gli eroi che sono ancora di latte
- Michelangelo "La bellezza divina"
- Leonardo "Il piacere di essere un genio"
- Modigliani "Amedeo collolungo pittore"
- C'era una volta una città: Livorno
- Henri De Toulouse Lautrec
- Caravaggio "Confidenze"
- Livorneide Plinio Nomellini
- Giobatta Lepori poeta pittore
- La diversità: "La bellezza di Tamara"; "La classe di Degas"; "La pazzia di Wildt"; "L'intolleranza di Dario Ballantini"

### Soggetto
- I documentaristi
- E Mascagni musicò Livorno
- Livorno - Una bimba di 400 anni
- Mascagni a Roma
- Padellina racconta Dante
- C'era una volta un poeta... Giorgio Caproni
- Gli eroi che sono ancora di latte
- Michelangelo "La bellezza divina"
- Leonardo "Il piacere di essere un genio"
- Modigliani "Amedeo collolungo pittore"
- C'era una volta una città: Livorno
- Henri De Toulouse Lautrec
- Caravaggio "Confidenze"
- Livorneide Plinio Nomellini
- Giobatta Lepori poeta pittore
- La diversità: "La bellezza di Tamara"; "La classe di Degas"; "La pazzia di Wildt"; "L'intolleranza di Dario Ballantini"

### Sceneggiatura
- I documentaristi
- E Mascagni musicò Livorno
- Livorno - Una bimba di 400 anni
- Mascagni a Roma
- Padellina racconta Dante
- C'era una volta un poeta... Giorgio Caproni
- Gli eroi che sono ancora di latte
- Michelangelo "La bellezza divina"
- Leonardo "Il piacere di essere un genio"
- Modigliani "Amedeo collolungo pittore"
- C'era una volta una città: Livorno
- Henri De Toulouse Lautrec
- Caravaggio "Confidenze"
- Livorneide Plinio Nomellini
- Giobatta Lepori poeta pittore
- La diversità: "La bellezza di Tamara"; "La classe di Degas"; "La pazzia di Wildt"; "L'intolleranza di Dario Ballantini"

## Riconoscimenti
- Premio Ippocampo d'oro alla regia, festival del Cinema di Montecarlo 1977 a La regia è finita (1977)[5]
- L'ultimo giorno (1985) – in rassegna alla Biennale di Venezia 1987[6]
- Laceno d'oro per la regia e Laceno d'argento per la protagonista al XXVI Festival di Avellino 1987 a L'ultimo giorno (1985)[7][8]
- Una storia importante (1988) – in rassegna alla Biennale di Venezia 1989
- Premio speciale "Beppe Viola" al Festival del cinema di Agrigento per Una storia importante (1988)[9]
- Odore di spigo (1989) – in concorso al 42º Festival internazionale del cinema di Salerno 1989[10]
- Overdose (1990) – in concorso al 43º Festival internazionale del cinema di Salerno 1990[10]
- Jesus (2000) – Logo del Grande Giubileo dell'Anno 2000
- Premio al Campidoglio, come 'Eccellenza Culturale' per il Festival Art Meeting di Roma, 2013
- Premio speciale alla carriera, 2ª Edizione Premio Cinema Indipendente "Sergio Pastore" 2023[11]